# Lázaro Núñez-Robres
Lázaro Núñez-Robres (Almansa, 1 de junio de 1827-¿?) fue un compositor y folclorista español.

## Biografía
Natural de la localidad albacetense de Almansa, nació en el seno de una familia distinguida, que deseaba que se dedicase a la abogacía. Con esa idea en mente, estudió filosofía en Madrid, y el primer año de leyes en la Universidad de Valencia. Sin embargo, su afición por la música le condujo a matricularse, en 1846, como alumno del Conservatorio de Música de Madrid, donde tuvo a Ramón Carnicer y Batlle como maestro de composición, a Pedro Albéniz de piano y a Baltasar Saldoni de canto. Apenas terminados los estudios, se dio a conocer en el teatro de la Zarzuela con unas obras tiftuladas Un sobrino, Tal para cual y El alférez. De igual manera, en el teatro del Circo se representaron Por un paraguas y El primer vuelo de un pollo, en la que salió a escena Amalia Ramírez.
Compuso, asimismo, fantasías para piano, melodías para canto y piano (Auras de Abril), canciones andaluzas (La navaja y El cigarro) y colecciones de piezas sobre motivos populares tituladas Recuerdos de mi pátria y Una tarde en Lavapiés. Como folclorista, dio a la imprenta obras tales como La música del pueblo y Colección de cantos españoles. Fue, asimismo, maestro compositor y director de orquesta del Teatro Español. Habría fallecido, quizá en Madrid, a finales del siglo XIX.